# アントニス・モル
アントニス・モル（Sir Antonis Mor, 1520年 - 1578年頃）は、オランダ出身の肖像画家。彼はAntoon、 Anthonius, Anthonis、Mor van Dashorst、Antonio Moro、 Anthony More、など様々な呼び方をされたが、ここではイングランドでの名称を用いる。

## 出生
モルはユトレヒトで生まれた。彼の幼年時代でわかっているのは、ヤン・ファン・スコーレルの元で芸術の手ほどきを受けたことである。彼の初期の作品は1538年頃にストックホルムで描いた肖像画である。

## 経歴
ユトレヒトでマルタ騎士団の援助を受けて1541年頃絵を描き、1544年にベルリンで2人の巡礼の絵を描いたことが示される。どちらも無名の女性の肖像画で、フランスのリール市立美術館にある。その信憑性は証明されていないが、彼の初期の作品と推測されている。 

### 後援
1547年、彼はアントウェルペンで聖ルカ組合の一員となり、すぐあとの1548年に、モルに興味をもったアラス司教アントワーヌ・ド・グランヴェルが後援者となった。モルを神聖ローマ皇帝カール5世に拝謁させたのもグランヴルであった。
モルのグランヴル後援のもとでの経歴の初めに描かれた作品は、2つが特に知られている。『グランヴル枢機卿像』（ウィーン帝立ギャラリー蔵）と、『アルバ公フェルナンド・アルバレス・デ・トレド像』（現在はニューヨーク・ヒスパニック協会蔵）である。
彼は1550年に初めてイタリアを訪問し、ローマでティツィアーノの作品を模写したという。彼の描いたティツィアーノの『ダナエ』像が知られる。

### ポルトガル
モルは、カール5世の娘マリア・フォン・シュパーニエンの命でポルトガルへ行った。間違いなく、彼にとって初めてのポルトガル訪問であり、ポルトガル王妃カタリナの肖像画1枚とマリア王女の肖像画を描いた（どちらもプラド美術館所蔵）。ジョアン3世とカタリナ王妃の肖像画は多くがリスボンにある。この後彼はマドリードへ行き、マリア・フォン・シュパーニエンの夫マクシミリアン（のちのマクシミリアン2世）の肖像画を描いた。 
プラド美術館所蔵の傑作の一つ、無名の若い枢機卿像がラファエロの作とされ、彼が王侯を描いた作品の一つとされているが、ラファエロの作かどうか疑いがもたれている（証拠が不十分である）。モルの作品とも言われている。ローマから、彼はジェノヴァへ向かい、そしてマドリードへ行った。1553年、モルはイングランドへ渡って女王メアリー1世の肖像画を描いた。政治家ヘンリー・シドニーの肖像画、大使シモン・ルナールの肖像画の全てはおそらくモルの手によるものである。ルナールの妻は3年後までは描かれなかった。この時期、バクルー公のコレクションとして知られるメアリー・テューダーのミニアチュールや、21歳頃のエリザベス王女（のちのエリザベス1世）の2枚の肖像画は彼の描いたものとされる。

### 晩年
この時期にモルは結婚したが、妻の名前がMetgenであることだけが知られている。結婚前の彼女は寡婦であったと推測される。モルは資産家となり、ユトレヒトに住むMoro van Dashorstとして知られていた。 
1554年の終わり頃、彼はオランダへ帰国し、オラニエ公ウィレム1世像やその他の傑作を残した。わずか後彼は自画像を仕上げた（ウフィツィ美術館所蔵）。
モルの最後の記録は1573年のアントウェルペンに現れる。彼はおそらくそのすぐ後に亡くなったとされる。

## ギャラリー

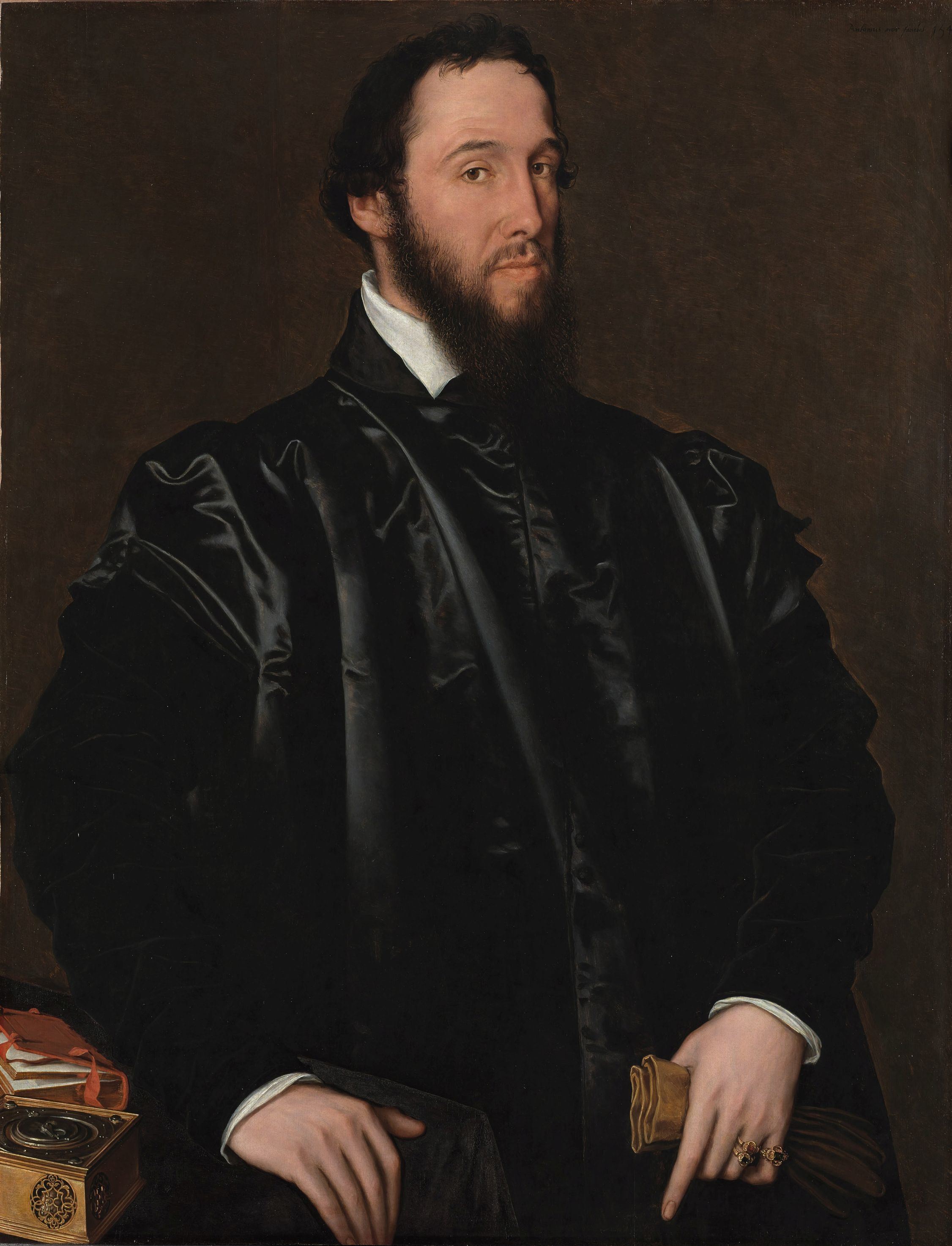
『アントワーヌ・ド・グランヴェル枢機卿像』
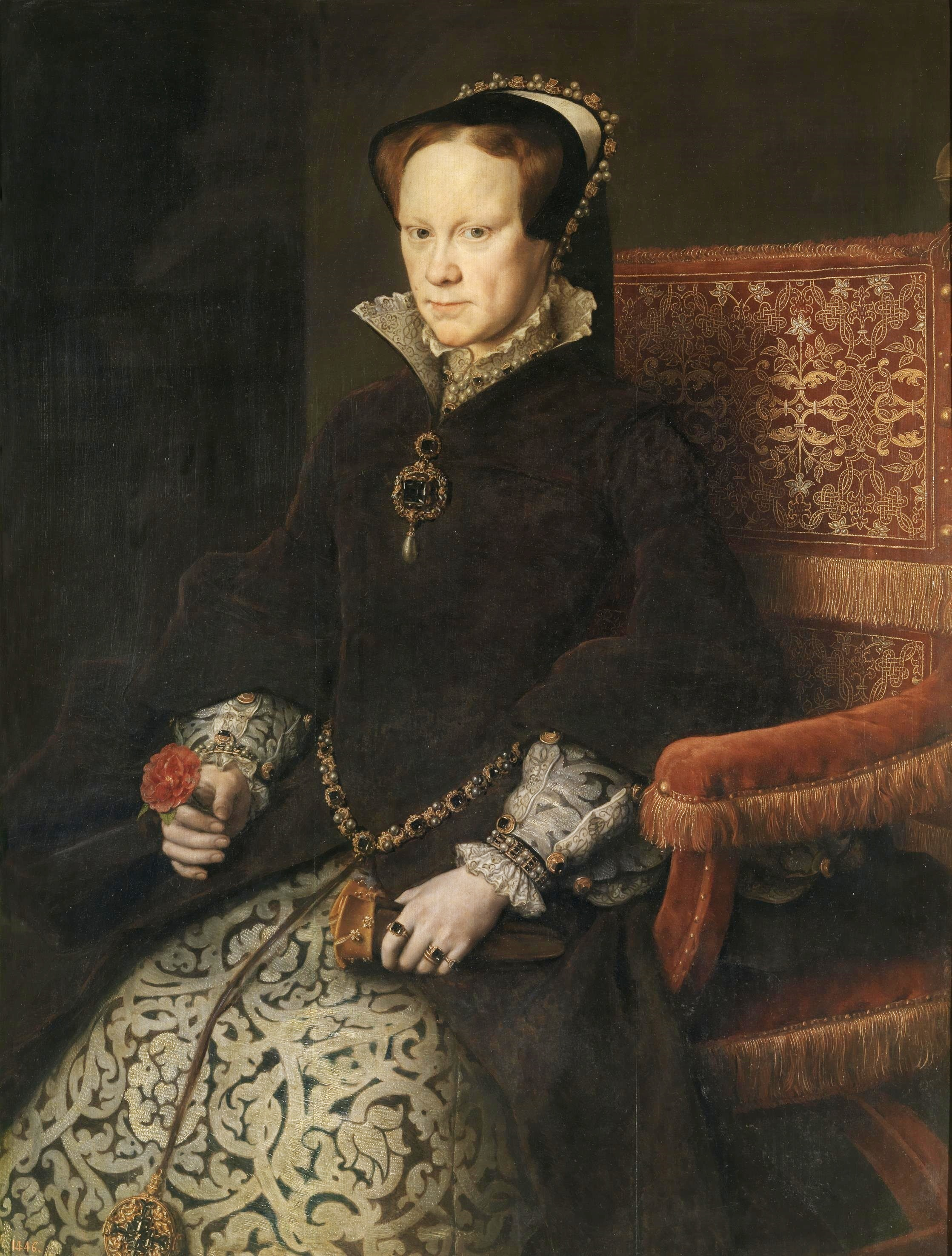
『イングランド女王メアリー1世像』,1554年 マドリード、プラド美術館
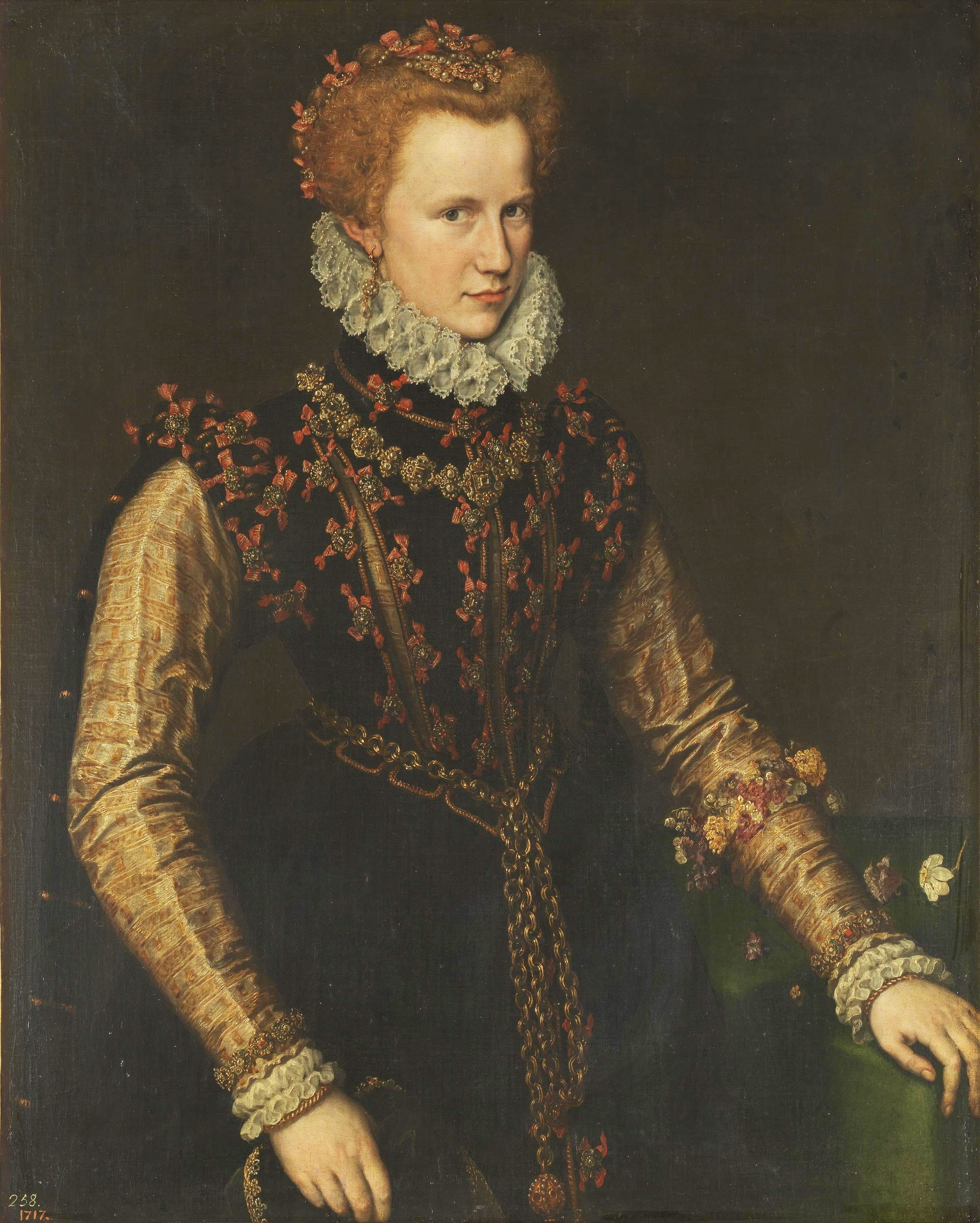
『メアリー1世の侍女ジェーン・ドーマー像』
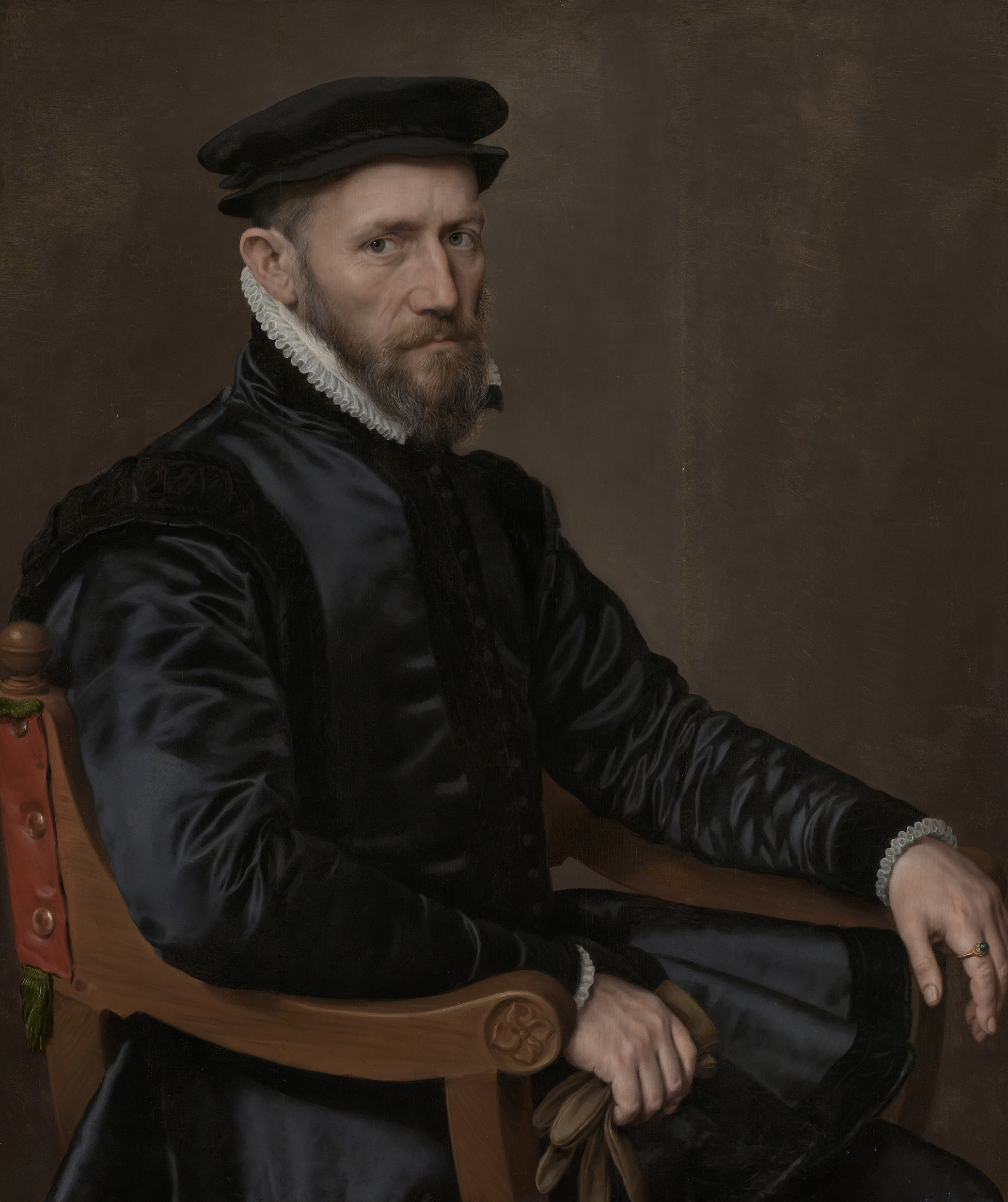
『トーマス・グレシャム像』

## 参照
1. ↑   The Getty Union index lists a record 29 variants